# Paphiopedilum sukhakulii
Paphiopedilum sukhakulii é uma espécie de orquídea (Orchidaceae) do Sudeste Asiático.